# مارسيو لويز سيلفا لوبيز سانتوس سوزا
مارسيو لويز سيلفا لوبيز سانتوس سوزا (بالبرتغالية: Márcio Luiz Silva Lopes Santos Souza‏) هو لاعب كرة قدم برازيلي في مركز حراسة المرمى، ولد في 24 يناير 1981 في أراكاجو في البرازيل. لعب مع أتلتيكو غويانيينسي ونادي باهيا ونادي فورتاليزا.

## وصلات خارجية
- الموقع الرسمي
- مارسيو لويز سيلفا لوبيز سانتوس سوزا على موقع قاعدة بيانات كرة القدم.إي يو (الإنجليزية)
- مارسيو لويز سيلفا لوبيز سانتوس سوزا على موقع Soccerway.com (الإنجليزية)